# Тетяна Ширко
Тетяна Володимирівна Ширко (народилася 10 грудня 1992 року в місті Костопіль, Рівненської області) - українська співачка та авторка пісень.
У 2004 році, будучи підлітком, брала участь у конкурсі телеканалу "1+1" "Хочу стати зіркою".
2006 року стала конкурсанткою проекту «Червона рута».
Навчалась у Київському інститутi музики ім. Р. М. Глієра, який закінчла по класу естрадного вокалу.
В 2009 роцi Тетяна Ширко співпрацювала з Anton Sova, менеджером агенції талантів TUARON. Cаме агенція TUARON вперше представляв Тетяну на міжнародному музичному конкурсі "Бурштинова зірка" ("Amberstar") в Ризі, Латвія, де відбулася прем'єра її пісні "Сповідь кохання" ("Исповедь любви").
У 2010 році вона взяла участь у 9-му Міжнародному конкурсі молодих виконавців "Нова хвиля" ("Jaunais Vilnis") куди поїхала зі своїм новим продюсером Олегом Чорним. Конкурс проходив з 27 липня по 1 серпня 2010 року в концертному залі "Дзинтарі" в Юрмалі. Україну представляли Іван Березовський, "Пающіє труси" та Тетяна Ширко. Тетяна виконала три пісні: All by Myself, Чом ти не прийшов, Исповедь любви. Тетяна отримала 287 балів, посіла друге місце та здобула 30 тисяч євро.
2010 року Тетяна стала почесним громадянином свого рідного міста Костопіль Рівненської області. Згідно з рішенням міськради, ім'я Т.ШИРКО занесено до книги почесних громадян Костополя. Міськрада також ухвалила рішення виділити для молодої співачки однокімнатну квартиру в одній із новобудов міста. Молоду землячку привітали міський голова Євген ДЕНИСЮК та весь депутатський корпус міськради. Разом із нею до Костополя прибули продюсер Олег Чорний та інший конкурсант «Нової хвилі-2010» від України – Іван Березовський.
У 2010 році стала гостем XII Всеукраїнського благодійного дитячого фестивалю"Чорноморські Ігри". 
У 2011 році вийшов її перший кліп — «Сповідь кохання», а у 2012 році співачка встигла порадувати слухачів двома композиціями — «Hello» та «Я пробачу», на які так само було знято два професійні кліпи.
У 2012 роцi уродженка Рівненщини та Почесна громадянка Костополя Тетяна Ширко взяла учать у другому сезоні популярного телевізійного вокального шоу "Голос країни".
2013 став для співачки дуже важливим, оскільки вона вперше написала сама музику на пісню «У небесах», на яку так само було знято кліп. А для участі у пісенному конкурсі «Євробачення 2014» Тетяна записала чуттєву та мелодійну пісню Let Go.
У 2015 роцi на сліпих прослуховуваннях у шоу "Голос 4 сезон" на Першому каналі Тетяна Ширко заспівала «Run to You» (пісня Вітні Х'юстон), отримала багато компліментів від наставників і стала учасницею проекту у команді Григорія Лепса. Земляки дорікають співачці за те, що, прагнучи підкорити російську сцену, вона забула про рідне місто. Після участі у конкурсі Тетяну було запрошено до продюсерського центру Григорія Лепса, де вона працювала спільно з іншою українською виконавицею Аліною Гросу.
У 2016 році Тетяна взяла участь у музичному конкурсі Жара, який пройшов у місті Баку.
У 2017 році Тетяна Ширко розірвала стосунки через розбіжність поглядів із Григорієм Лепсом.

## Сингли
- 2013 — Feeling Like Are So
- 2014 — Let Go[22]
- 2015 — Like a Sir

## Музичні відео
- 2011 — "Сповідь кохання" ("Исповедь любви")[31]
- 2012 — "Я пробачу" ("Я прощу")[32]
- 2012 — «Hello». Режисер — Валентин Гросу. Автори музики та слів — Дмитро Банов, Катерина Приходько[33]